# 川口市立高等学校・附属中学校
川口市立高等学校・附属中学校（かわぐちしりつこうとうがっこう・ふぞくちゅうがっこう）は、埼玉県川口市上青木にある市立の併設型中高一貫校。

## 概要
川口市は、少子化による生徒の減少に対応するため、川口市立川口総合高等学校・川口市立川口高等学校・川口市立県陽高等学校の3校を統合して新設開校する「新校基本計画」を発表した。2018年4月に開校し、川口総合高等学校の敷地内に校舎を新築して第1グラウンドを設置、市立川口高等学校の敷地内に第2グラウンドを設置した。総事業費は約180億円を予定していたが、192億円を上限として事業を進行した。2016年3月に、校名が発表された。川口総合高等学校・川口高等学校・県陽高等学校は2017年度まで生徒の募集を継続して、2017年度末（2018年3月）に閉校した。
2021年4月に、附属中学校を開校（附属中学校から内部進学した生徒と高校から外部入学した生徒は別クラスになる）。附属中学校の生徒は、内部進学試験なしで入学できる。

## 沿革
- 2012年5月 - 「新校基本計画」を策定[1][2]
- 2016年3月 - 校名を発表[6][7][8]
- 2017年12月 - 校舎棟竣工
- 2018年4月 - 開校[1][2][3]
- 2020年4月 - 「45分授業」と「土曜講習」を導入
- 2020年12月 - アリーナ棟竣工
- 2021年
  - 4月 - 附属中学校を開校（募集人員80名 男女各40名）
  - 4月 - 「文理スポーツコース」を「スポーツ科学コース」に改編
  - 4月 - 附属中学開校により、高校の募集人員を削減→全日制課程：普通科40名減（280名）、スポーツ科学コース40名減（80名）、定時制課程：総合学科40名減（80名）
  - 8月 - 第1グラウンド竣工
- 2022年
  - 4月 - 高校の募集人員を変更→全日制課程：理数科40名、普通科280名、スポーツ科学コース80名、定時制課程：総合学科60名
  - 4月 - 附属中学2期生入学：募集人員80名 男女各40名

- 2023年
  - 4月 - 附属中学3期生入学：募集人員80名 男女各40名（これで中学・高校ともに現段階での定員最終形となった）

- 2024年
  - 4月 - 附属中学4期生入学：募集人員80名 男女各40名（1期生の高校進学）
- 2025年
  - 4月 - 附属中学5期生入学：募集人員80名 男30名 女50名（2期生の高校進学）
  - 4月9日 - 2026年4月の附属中学6期生入学より、募集人員を80人から110人に、通学区域　川口市全域から埼玉県全域に、出願資格を川口市に居住から埼玉県内に居住に変更するとホームページで発表された。[10] 市内枠、県内枠が設けられるかなどの詳細については、今後の学校説明会等をとおして案内するとしている。

## 設置学科
高校
- 全日制課程
  - 普通科[1][2]
    - 特進クラス（入学後に編成）
    - スポーツ科学コース
    - 内進生クラス

  - 理数科[1][2]
- 定時制課程
  - 総合学科[1][2]
    - 教養系列
    - 生活・情報系列
    - 商業系列

全日制は単位制で、1学年12クラス・480名（普通科320名・普通科文理スポーツコース120名・理数科40名）、3学年合計1440名の規模となっていたが、2021年4月より附属中学開校のため高校の募集人員を削減し、1学年10クラス・400名（普通科280名・普通科スポーツ科学コース80名、理数科40名）、3学年合計1200名の規模となる。なお、附属中学生が転校や他校を受験するために内進しなかった場合、内進生クラスの人数が80名より少なくなるが、その分の人数を普通科の募集人数を増やすことで調整を行う。
しかし、中学3学年の定員が240名（1学年80名×3学年）となるため、中学・高校を合わせた定員は変わらず1440名の規模となる（定時制を除く）。中学は、1年・2年が3クラス、3年が2クラス編制である。
普通科の「特進クラス」は、入試の合格発表後のクラス編成で希望者から選考する（特進クラスの定員は1学年3クラス・120名）。
定時制は単位制の総合学科で、1学年の定員が120名となっていたが、2021年4月より募集人員を40名削減し80名となり、2022年4月より募集人員を20名削減し60名となった。
2025年4月入学者より、普通科の募集人数が「360名」から「320名」に減となった。

## 校歌
校歌は中学・高校とも共通のものとなっている。
川口市出身のシンガーソングライターである工藤慎太郎が作詞・作曲し、2017年8月4日に開催された学校説明会で披露された。副題に「木立の歌」が付けられており、子どもたちを風や雨から鳥を守る木立になぞらえている。また、川口市全体で口ずさめるように、さらには川口市の外にも広がっていくように、あえて校名など、限定されるフレーズを入れずに制作された。
JOYSOUNDのカラオケ楽曲にも収録されている
2022年10月21日に本人が来校し中学の生徒に対して歌唱指導を行った。

## 制服

### 高等学校
冬服は濃紺色で、男子はマオカラースーツのような詰襟スタイル、女子はセーラージャケットスタイル（リボンは紺と水色のストライプ）。
夏服は公式行事などではブルーのシャツを着用する。公式行事などがない日は、女子はセーラータイプのシャツも着用できる。

### 中学校
ボタン、ワイシャツ、女子のリボン等を除き、高校生の制服と基本的に同じ。高校進学後も着用できるように考えている。
ワイシャツは高校生はブルー、中学生はホワイト。
女子はスカートだけでなくスラックスを着用することも可能。
冬服は、男子はマオカラー詰襟スタイル、女子はセーラージャケットスタイル（エンジ色のリボン）で、男女ともに金色のボタンを使用。
冬服のスカートはヒダの中にサックスブルーのラインが隠れる。
夏服は紺のポロシャツ。女子のスカートはヒダの外にサックスブルーのラインが出る。

## 施設
校舎内に入る際に上履きに履き替える必要のない「一足制」を導入。開校当初は校舎棟は竣工していたが、アリーナ棟は2020年12月、グラウンドは2021年8月に完成した。第2校地（市立川口高校の跡地）の部活用のグラウンドは、2021年度末に完成。
第1校地（川口総合高等学校の跡地）
- 校舎棟
地上5階建てで、教室・管理諸室等は冷暖房完備。自習室や図書室、食堂のほか、1階には固定椅子500席の大ホールができる[15]。断水機能もついている。
- アリーナS棟（大アリーナ）
バスケットコート3面分の広さで、2階には観客席（480席）がある。合宿所・部室も併設[16]。
- アリーナN棟（小アリーナ・中アリーナ）
1階には柔道場・剣道場があり、2階には小アリーナ・中アリーナがある[17]。
- 第1グラウンド（2021年8月に完成し9月供用開始）
埼玉の公立高校ではさいたま市立浦和南高校、さいたま市立浦和高校に次いで3校目となる人工芝を導入し、サッカーコート1面・ハンドボールコート1面・400mトラックを設置。全天候型400mトラックは青色で、直線コースが4レーン、周回コースは2レーンある。走り幅跳び用の砂場もある。
- テニスコート
上青木公民館の跡地に人工芝のテニスコート4面設置
- 50mプール（川口総合高校の既存施設を使用）
- 弓道場（川口総合高校の既存施設を使用）
- 駐輪場

第2校地（市立川口高等学校の跡地）
主に部活動で利用する第2グラウンドで、2021年度末に完成。グラウンドは、野球部・ソフトテニス部・硬式テニス部・ソフトボール部等が使用し、体育館は室内競技の部活動が使用する。学校から第2校地までは約4km離れている。
- 体育館
新設はせず、市立川口高校にあった体育館を耐震補強し、リニューアルして使用。バスケットコート2面分の広さ。
- 野球場
両翼90m・センター110mの野球専用グラウンドで、4人が投げられるブルペン（投球練習場）も整備されている[18]。
- テニスコート
人工芝のコートで2面ある。

## 部活動
川口総合高等学校・市立川口高等学校・県陽高等学校の部活動が統合されて一緒に活動する。

### 高等学校

#### 全日制課程
運動部
- 野球部
- 陸上部
- サッカー部（男・女）
- ソフトボール部
- ソフトテニス部（男・女）
- 硬式テニス部
- 弓道部
- バレーボール部（男・女）
- バドミントン部（男・女）
- バスケットボール部（男・女）
- ダンス部
- 新体操部
- 卓球部
- 柔道部
- 剣道部
- 水泳部
- 水球部
- ボート部[20]

文化部
- 吹奏楽部
- 茶道部
- 筝曲部
- 軽音楽部
- 合唱部
- 家庭科部
- コンピュータ部
- 美術部
- 書道部
- 文芸部
- 英語部
- 放送部
- 演劇部
- 自然科学部
- 原理研究部
- 天文部
- 実務計算部
- 映像研究部
- 写真部
- 漫画研究部
- JRC朋友会[20]

#### 定時制課程
運動部
- 野球部
- サッカー部
- バスケットボール部
- 卓球部
- テニス部
- バドミントン部

文化部
- 軽音部[21]

### 中学校
開校1年目に「陸上競技部」「ソフトテニス部」「剣道部」「合唱部」「科学部」「英語部」の6部を設置し、2年目に「水泳部」「ベースボール部」「美術部」「クイズスタディー部」「文化競技部」の5部が追加された。開校3年目には追加されなかった。
運動部
- 陸上競技部
- ソフトテニス部
- 剣道部
- 水泳部
- ベースボール部

文化部
- 合唱部
- 科学部
- 英語部
- 美術部
- クイズスタディー部
- 文化競技部

## アクセス
- JR京浜東北線・西川口駅東口より徒歩25分。
- 埼玉高速鉄道・鳩ヶ谷駅西口より徒歩20分。
- 最寄りのバス停は国際興業バスの「川口市立高校」「川口市立高校南」「SKIPシティ」の3つがある。